# Tegenaria shillongensis
Tegenaria shillongensis là một loài nhện trong họ Agelenidae.
Loài này thuộc chi Tegenaria. Tegenaria shillongensis được miêu tả năm 1979 bởi Barman.